# Sân bay Milford Sound
Sân bay Milford Sound là một sân bay nhỏ nhưng bận rộn về lượt chuyến bay ở Milford Sound, New Zealands Fiordland tại Đảo Nam, New Zealand. Sân bay này chủ yếu phục vụ khác du lịch.

## Lịch sử
Sân bay được xây năm 1952 với một đường băng dài 503 mét với chiếc máy bay đầu tiên hạ cánh tháng 5 năm 1952. Sau đó sân bay đã được nâng cấp kéo dài đường băng lên 792 mét.

## Hãng hàng không và tuyến bay
| Hãng hàng không              | Các điểm đến         |
| ---------------------------- | -------------------- |
| Aspiring Air 2               | Wanaka               |
| Glenorchy Air 3              | Queenstown           |
| Milford Sound Flightseeing 5 | Queenstown           |
| Milford Sound Helicopters 4  | Based at the Airport |